# Endeavour (1764)
Endeavour, även känd som HM Bark Endeavour, var ett segelfartyg byggt i Storbritannien 1764. Skeppet är berömt från James Cooks upptäcktsresa i Stilla havet åren 1768–1771. Två av resans mer kända deltagare var Joseph Banks och svensken Daniel Solander. Bland den vetenskapliga personalen återfanns även finländaren Herman Spöring. Rymdfärjan Endeavour är uppkallad efter fartyget.

## Historia

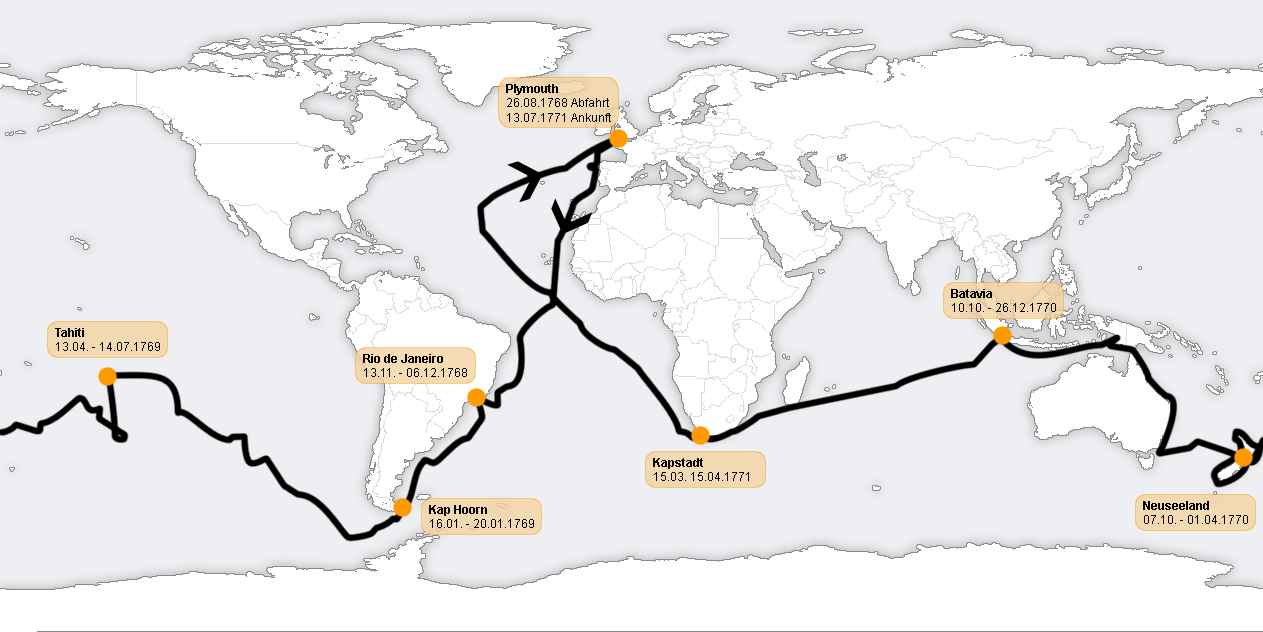
Karta över HMB Endeavours seglats med James Cook som fartygschef.

Endeavour sjösattes 1764 som kollastfartyget Earl of Pembroke och inköptes av amiralitetet för Joseph Banks vetenskapliga expedition till Stilla Havet och för att söka efter det av geografer postulerade Terra Australis Incognita. Hon avseglade från örlogsstationen i Plymouth 1768, rundade Kap Horn och anlände i tid för att vetenskapsmännen skulle kunna observera 1769 års Venuspassage. Hon seglades sedan till den i stort sett okända södra oceanen och anlöpte söderhavsöarna Huahine, Borabora, och Raiatea. I september 1769 kastade hon ankar utanför Nya Zeeland, som det första europeiska fartyget sedan Abel Tasman's Heemskerck. I april 1770 blev hon det första havsgående fartyg som nådde Australiens östkust, när expeditionen gick i land i Botany Bay.
Endeavour seglade sedan norrut längs Australiens östkust när hon gick på grund på ett rev, numera kallat Endeavour Reef, på Stora Barriärrevet. Hon strandades medvetet för att kunna återställas i segelbart skick vilket tog sju veckor. I oktober 1770 anlöpte hon Batavia i Nederländska Ostindien för att genomgå en mer omfattande översyn. Hon återtog hemresan i december, rundade Godahoppsudden i mars 1771 och nådde Dover i juli, efter en seglats som varat nästan tre år.
De närmaste tre åren tillbragte Endeavour med att transportera varvsförnödenheter till Falklandsöarna. Hon avrustades 1774 och såldes 1775. Under det amerikanska frihetskriget tjänstgjorde hon som trupptransportfartyg och borrades i sank 1778 för att blockera Narragansett Bay, Rhode Island.

## Besättning under expeditionen 1768–1771
Av den militära och civila besättningen dog 38 personer under expeditionen. Tre drunknade, två frös ihjäl och de övriga dog av sjukdomar. 

### Royal Navy
- Fartygschef: Löjtnant James Cook
- Sekond: Löjtnant Zachary Hicks

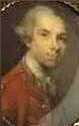
Isaac Smith, en av Endeavours kadetter.

- Kommenderad officer: Löjtnant John Gore
- Ansvarsstyrman: Robert Molyneaux
- Understyrmän: 2
- Flaggkadetter: 3
- Uppbördsfältskär: William Monkhouse
- Underfältskär: 1
- Uppbördskonstapel: Stephen Forwood
- Rustmästare: Robert Taylor
- Uppbördsskeppare: John Gathray
- Underskeppare: John Reading
- Högbåtsmän: 2
- Skeppsskrivare: Richard Orton
- Uppbördstimmerman: John Satterly
- Undertimmerman: 1
- Timmermansbiträde: 1
- Segelsömmare: 1
- Skeppskock: 1
- Matroser: 41
- Uppassare: 7

### Royal Marines
- Sergeant: John Edgecombe
- Korpral: 1
- Trumslagare: 1
- Marinsoldater: 9

### Civila
- Naturhistoriker och botaniker: Joseph Banks
- Naturhistoriker och läkare: Daniel Solander
- Astronom: Charles Green
- Illustratörer: John Reynolds, Sydney Parkinson, Herman Spöring
- Uppassare: 3

Källa: The Crew on the Endeavour